# فرهنگ فردگرایانه
فرهنگ‌های فردگرا با فردگرایی مشخص می‌شوند که اولویت یا تأکید فرد بر کل گروه است. در فرهنگ‌های فردگرا، افراد با ترجیحات و دیدگاه‌های خود برانگیخته می‌شوند. فرهنگ‌های فردگرا بر تفکر انتزاعی، حریم خصوصی، وابستگی به خود، منحصر به فرد بودن و اهداف شخصی تمرکز دارند. اصطلاح فرهنگ فردگرا برای اولین بار در دهه ۱۹۸۰ توسط روان‌شناس اجتماعی هلندی گیرت هافستد برای توصیف کشورها و فرهنگ‌هایی که جمع گرا نیستند استفاده شد، هافستد اصطلاح فرهنگ فردگرا را زمانی که اندازه‌گیری برای پنج بعد ارزش‌های فرهنگی ایجاد کرد، ایجاد کرد.
مردم در فرهنگ‌های فردگرایانه یکدیگر را به‌صورت سست در ارتباط می‌بینند و دارای جمعیت متنوعی از نژادها، قومیت‌ها، زبان‌ها و فرهنگ‌های مختلف هستند. افراد بیشترین شادی را از سه عامل کلیدی کسب می‌کنند: رضایت شخصی، شادی درونی و رضایت خانوادگی. افرادی که در فرهنگ‌های فردگرا زندگی می‌کنند از ارتباطات مستقیم، ارتباط از راه دور کم توان، ابراز احساسات و انواع راهبردهای حل تعارض استفاده می‌کنند.
در سال‌های اخیر افزایش جهانی در فردگرایی وجود داشته است و فرهنگ فردگرایی در بسیاری از کشورهای جهان به دلیل ثروت و شهرنشینی رو به افزایش است. کشورهای بسیار فردگرا اغلب کشورهای غربی مانند استرالیا، کانادا، آلمان، هلند و ایالات متحده هستند.

## ظهور فرهنگ فردگرایانه
ظهور فرهنگ فردگرایانه نتیجه ادغام فرهنگ‌های متنوع است. مهاجرت و ملاقات فرهنگ‌ها در سطح جهانی در کشورهایی با ایدئولوژی‌های سیاسی که آزادی بیان خود را اجازه می‌دهند، شکوفا می‌شود. جو حاصلخیز آزادی فرد را تشویق می‌کند تا به دنبال رشد شخصی خود باشد. فرهنگ فردگرایانه بر ذهنیت فردی در جامعه تمرکز دارد در مقابل ساختار اجتماعی ذهنیت جمعی. بحث‌های زیادی در مورد فرهنگ فردگرایانه در مقابل فرهنگ جمع گرایی وجود داشته است. یکی، فرهنگ فردگرایانه، فردگرایی یا تعقیب‌های مستقلی را ترویج می‌کند که با یک گروه مرتبط نیست، در حالی که، در مقابل، جمع‌گرایی استقلال فرد را برای ایجاد یگانگی توده‌ها با اهداف و ایدئولوژی مشترک مانند یک گروه منع می‌کند. بسیاری از افکار و مشاهدات در مورد فردگرایی توسط روشنفکران برجسته در فلسفه، روان‌شناسی و اقتصاد به اشتراک گذاشته شده است. در هر یک از این مکاتب فکری فردریش نیچه، لودویگ میزس، و گیرت هافستد هستند. در میان ۳ نفر از این محققین، گیرت هافستد از همه قابل توجه است. این مطالعه هافستد در مورد فرهنگ و جامعه در کشورهای مختلف بود که منجر به ایجاد اصطلاح «فرهنگ فردگرا» به عنوان مفهومی از روان‌شناسی اجتماعی شد که صرفاً به او نسبت داده می‌شود.